# Fleboscopia por transluminação

## Introdução
O emprego da transluminação venosa teve inicio quando o medico cirurgião brasileiro Pedro Fernandes Neto, criou um transluminador e utilizou o mesmo para o diagnóstico das enfermidades venosas dos membros inferiores em 1992. 

## Historia
Em 1989, Blanchemaison e Gorny descrevem suas experiências sobre Angioscopia, e que foi divulgado na Phebologie de 1990,43,543-550, sobre o título “Angioscopie ET traitement chirugical dês varices du territore de La veine safhene externe”. Essa abordagem abriu caminho para as técnicas das ligaduras endoscópicas de perfurantes, que tentaram substituir a cirurgia de Linton para a cura da IVC. Em 1993 Gradman divulgou sua experiência, com a fleboscopia venosa endoscópica retrograda e um estudo detalhado sobre as válvulas da safena interna e origem das perfurantes. Estudou também através desta técnica de “endoscopia venosa”, os vários tipos de refluxo safeno-femoral. Em 1998 foi dado inicio ao emprego da transluminação superficial, incentivado por esses estudos de Blanchemaison e Gradman e pelos e pelos achados de Godart com o emprego da transluminação em  estudos experimentais em Linfáticos. Em 2001, foi apresentado o primeiro trabalho sobre Transluminação do Sistema Venoso Superficial, no XXIV Congresso Brasileiro de Angiologia no Rio de Janeiro. O emprego da Fleboscopia por Transluminação, durante as ligaduras de perfurantes se tornavauma tecnica mais simples que os procedimentos endoscópicos com a utilização de fibroscópios. A cirurgia de Linton caia em desuso. A Angioscopia, Fibroscopia Endoscópica, Epiluminação, Venografia e Fleboscopia por Transluminação foram caracterizados como técnicas distintas, de acordo com o processo a ser aplicado. Portanto a transluminação é mais uma técnica não invasiva que procura ocupar um lugar de destaque no momento atual e com o tempo, a mesma se tornara uma ferramenta imprescindivel para o diagnóstico das doenças venosas dos membros inferiores.As cores observadas pela nossa visão durante uma varredura pelo transluminador variam na impressão do vermelho ao verde–amarelo na epiluminação, enquanto  o segmento venoso é visto em escala cinza ou na cor azul escura, destacado pela sombra. As modificações nos ângulos de incidências da fonte, a intensidade luminosa associado à pressão que projetamos sobre a região, modulam e decodificam (transforma) a cor branca, nos espectros acima referidos. A análise do histograma de cores é outra ferramenta importante,  porque pode indicar a maior ou menor saturação do sangue nesses segmentos. 

## Nossa Visão como instrumento para o diagnóstico pela transluminação.
Adaptar nossa visão a uma seqüência de alterações de luminâncias, é uma das práticas que deve ser treinada para quem quer começar a usar a fleboscopia por transluminação. A fotosensibilidade do globo ocular difere entre as espécies. A mesma é processada através das células denominadas cones e bastonetes, que  transcodificam as cores vermelha, azul e verde nas demais. Os bastonetes estão localizados na periferia de nossa retina e atua como "visão periférica" com uma rapidez infinita o que faz com que os cones realizem as interpretações das cores através de sinais elétricos produzidos quimicamente por sua fotosensibilidade. Como a transluminação venosa é realizada mais no escuro, dependemos dos bastonetes por serem células fotoreceptoras da retina que conseguem funcionar com níveis de luminosidade baixos. São responsáveis pela visão noturna Há estudos recentes que demonstram características individuais que diferenciam um indivíduo de outro em relação à sensibilidade de ver um objeto, uma cor ou a configuração estrutural do mesmo. Esse fato pode estar relacionado à quantidade dessas células entre um indivíduo e outro. Por outro lado, há quem relacione a visão a um processo em que, a informação que vem dos nossos olhos converge com a que vem “das nossas memórias”. ”Vemos o mundo de acordo com a maneira como o nosso cérebro o organiza”.
Visão é portanto, a captura de freqüências do espectro eletro magnético da luz, que nosso cérebro interpreta e decodifica em formas e cores do espectro visível. O que acontece acima do violeta ou abaixo do vermelho, acima da imagem 3D ou abaixo do universo unidimensional, não se sabe. Surgem de repente duas perguntas, sobre essas questões: Como seria a nossa “visão do mundo” se não existisse as células fotossensíveis da nossa retina? Como o homem interpretaria o mundo em que vive se não existisse o sentido da visão em sua espécie desde o nascimento. Somente como exemplo, uma pequena abordagem a ser considerada, é a respeito do daltonismo, que se trata de uma pequena alteração na fotosensibilidade e que poderia atingir um operador de imagens que ficaria limitado nas distinções das cores e também durante uma visão de imagens transluminadas, não saberia distinguir nem artefatos nem a poluição luminosa.
```
Os novos modelos de transluminadores a serem desenvolvidos devem aprimorar as fontes de emissão luminosa e elaborar um software que auxilie o operador. Finalizando essa abordagem, volto a filosofar que é através da nossa visão que mantemos o primeiro contato relativo a um quadro mórbido e então empregamos as nossas habilidades para realizar o diagnostico. Não o diagnóstico dito de ‘relance’, mais o que aflora da nossa sensibilidade e experiência. Não é por nada que se diz, que o médico além de ser dotado do olho clínico, tem a visão de um profeta e a sensibilidade de um artista. No final desse livro voltaremos a falar sobre esses paradigmas.
```

## Sumario
Por ser uma técnica simples é que utiliza instrumentos não sofisticados, a transluminação venosa ainda não ocupou o lugar que deveria ter como um meio auxiliar para o disgnóstico objetivo das alterações do sistema venoso superficial, assim é que as redes de pequenas varizes, denominadas comunicantes, são melhor estudadas por essa técnica, inclusive auxiliando o Doppler que não consegue fazer o mesmo.  

## Referencias Bibliográficas
•	AbuRahma AF, Sadler D, Robinson PA. Axillar-subclavian veÍn thrombosis: changing patterns of etiology, diagnostic and thera- peutic modalities. Am Surg 1991;57:101.
•	Albrechtsson U, Olsson C-G. Thrombotic side effects of lower - limb phlebography. Lancet 1976; I: 723.
•	Ackroyd JS, Thomas ML, Browse NL. Deep vein reflux: an as- sessment by descending phlebography. Br J Surg 1986; 73:31.
•	Agus GB, Castelli P, Sarcina A. Varici recidive degli arti inferiori: patogenesi e indicazioni al trattamento chirúrgico. Min Cardioang 1982;30:25-29.
•	Adams JT, DeWeese JA, et al. Intermittent subclavian vein ob- struction without thrombosis. Surgery 1968;63:147.
•	Antignani PL, Cornu-Thenard A, Carpentier PH, Uhl JF, Partsch H: CEAP classification: past, present and future: results of the questionnaire and of the clinical cases. Int. Angiol. 2001; 20(1): 
•	ARAGÃO,REIS E PITTA, anatomia do sistema venoso superficial dos membros inferiors.   Angiologia e Cirurgia Vascular, Guia ilustrado,2003 Lava Med
•	Bettmann MA, Salzman EW, et al. Reduction of venous thrombo sis complicating phlebography. AJR 1980; 134:1169.
•	Bettmann MA, Robbins A, et al. Contrast venography of the leg: diagnostic efficacy, tolerance, and complication rates with ionic and nonionic contrast media. Radiology 1987;165: 113.
•	Bettmann MA, Paulin S. Leg phlebography: the incidence, nature and modification of undesirable side effects. Radiology 1977; 122:101.
•	Bernstein EF. Recent advances in noninvasive diagnostic techniques in vascular disease. St. Louis: Mosby; 1990.
•	Belov S. Classification of congenital vascular defects. Int Angiol 1990; 9: 141-146.
Vascular Malformations. Edit. St. Belov DA, Loose J, Weber. Einhorn Presse Verlag. Periodica Angiologica 1989: 16; 25-27.
•	Belcaro G, Nicolaides AN, Veller M. in: Assesment of the venous and lymphatic systems. Autors XX, editors. Venous disorders: a manual of diagnosis and treatment. Cidade: Saundres; 1995:41.
•	BERGAN JJ, Murray J, Greason K - Subfascial endoscopic perforator vein surgery: a preliminary report. Ann Vasc Surg 1996; 10: 211-9. 
•	BERGAN JJ, Eklof BO, Kistner RL, Moneta GL, Nicolaides AN. Classification and grading of chronic venous disease in the lower limbs, a consensus statement. Vasc Surg 1996;30(1).
•	CARPENTIER PH, Cornu-Thénard A, Uhl JF, Partsch H, Antignani PL: Information content of the C classes of CEAP clinical classification of chronic venous disorders. (submitted for publication in the JVS on december 2001)